# 荒尾市立有明小学校
荒尾市立有明小学校（あらおしりつ ありあけしょうがっこう）は、熊本県荒尾市一部大園にある公立小学校。

## 沿革
- 1874年（明治7年） - 犬山小学校創立
- 1888年（明治21年） - 犬山小学簡易科教場と改称
- 1892年（明治25年） - 有明尋常小学校と改称
- 1910年（明治43年） - 有明尋常高等小学校と改称
- 1941年（昭和16年） - 有明国民学校と改称
- 1947年（昭和22年） - 荒尾市立有明小学校と改称
- 1978年（昭和53年)　- 蔵満地区から現在地に移転

## 委員会
総務委員会・放送委員会・保健委員会・生活委員会・環境委員会・給食委員会・図書委員会の計7となる｡殆どの場合委員長1名､副委員長1名､書記1～2名となる｡

## クラブ活動
年度毎に変化したりするので特に固定のものは無い｡